# 入澤優
入澤 優（いりざわ ゆう 、1992年3月27日 - ）は、日本のタレント、グラビアアイドル、ワイケーエージェント所属。

## 経歴
千葉県出身。2016年に大学卒業と同時に再受験で日本歯科大学生命歯学部に入学。2017年3月『FRESH CAMPUS CONTEST 2017』に出場しモデルプレス賞受賞、同年5月『MISS CIRCLE CONTEST 2017』に出場し審査員特別賞・モデルプレス賞受賞。ミスコンの受賞をきっかけにティファナエンターテインメントにスカウトされ芸能界入りしたが、同年の5月22日付で日本歯科大学生命歯学部を放校処分になる。その後医学部再受験を志すも断念し、2019年7月、慶應義塾大学大学院メディアデザイン研究科に合格したと発表。翌年4月に同大学院に入学した。
2019年8月27日よりYouTubeにざわざわちゃんねる. を開設。2020年5月時点で登録者4300人に達している。
2020年7月、講談社主催のミスiD2021にエントリー。カメラテスト進出。10月3日、セミファイナリスト進出。
2021年3月26日、グラビアアイドルとしてデビュー。スパイスビジュアル社より『First Love ～現役大学院生 理系女の恋』のイメージビデオが発売された。
2022年3月28日慶應義塾大学大学院メディアデザイン研究科修士課程を修了した。
2024年3月1日には7代目ミス週刊実話WJガールズオーディションにエントリーした。

## 人物
度々SNSやテレビ番組での炎上発言が物議を醸している。とんかつ食べ歩きが趣味。

## 出演

### テレビ番組
- 女神たちのかようび（千葉テレビ、2017年） - アシスタントMC
- 演歌百撰（BS11、2020年6月17日、7月1日、9月1日、12月23日）- アシスタントMC（6月17日、7月1日はコーナーアシスタント）

### ウェブテレビ
- アプリで恋して何が悪い（AbemaTV、2018年） - 入澤優役[17]
- 極楽とんぼのタイムリミット（AbemaTV、2019年 - ） - 準レギュラー[14][18]

### ラジオ
- 入澤優のざわざわRadio（東海ラジオ、2020年11月-2021年3月） - パーソナリティ[19]

### 作品
- 『First Love ～現役大学院生 理系女の恋』（スパイスビジュアル、2021年） - アイドルイメージDVD